# Can Noguer i Bataller
Can Noguer i Bataller és una masia del municipi de Vilobí d'Onyar (Selva). Forma part de l'Inventari del Patrimoni Arquitectònic de Catalunya.

## Descripció
És un antic mas que actualment ha quedat integrat al nucli urbà dins d'un tancat amb un gran jardí. Es tracta d'un edifici de tipus basilical de dues plantes i golfes amb vessants a laterals i cornisa plana. La construcció actual és el resultat d'una reedificació. L'any 2001, en ampliar-se el carrer que confronta amb la casa, es va enderrocar la crugia de l'extrem esquerre i es va desplaçar tota la construcció: la central es va convertir en la de l'esquerra, la de l'esquerra en la central i es va fer de nou la de la dreta, reproduint amb molta exactitud l'edifici preexistent, tot i que s'han augmentat les dimensions.
La façana principal conserva les obertures rectangulars i la finestra geminada d'arcs de mig punt del tercer pis emmarcades amb pedra idèntiques a les de l'edifici original. La resta de façanes han sofert variacions i les noves obertures són emmarcades amb rajol vist per tal de diferenciar el que és original i el que és de nova creació. Al costat dret hi ha adossat un porxo. El parament és arrebossat i pintat de color beig.